# Gerald Carel van Asbeck
Gerald Carel baron van Asbeck (Noordwijk, 16 augustus 1856 - 's-Gravenhage, 27 juli 1934) was een Nederlands voorzitter van de Algemene Rekenkamer en van de Hoge Raad van Adel.

## Biografie
Van Asbeck was lid van de familie Van Asbeck en zoon van arrondissementsbetaalmeester Gerrit Frederik baron van Asbeck (1820-1905) en jkvr. Caroline van Hogendorp (1831-1913), lid van de familie Van Hogendorp en dochter van jurist Dirk van Hogendorp (1797-1845). Hij trouwde in 1917 met Adolphine Jacqueline Louise barones van Pallandt (1865-1950), dame-du-palais; uit dit huwelijk werden geen kinderen geboren.
Van Asbeck werd in 1875 ambtenaar bij de Algemene Rekenkamer waar hij in 1928 werd benoemd tot voorzitter, hetgeen hij tot 1934 zou blijven; in 1925 vierde hij zijn 50-jarig jubileum bij de rekenkamer. In 1902 werd hij lid van de Hoge Raad van Adel waarvan hij in 1908 voorzitter werd, hetgeen hij bleef tot zijn overlijden.
Van Asbeck was vanaf 1910 tot aan zijn overlijden kamerheer in buitengewone dienst van koningin Wilhelmina.
Van Asbeck was grootofficier in de Orde van Oranje-Nassau en ridder in de Orde van de Nederlandse Leeuw.